# HMAS Yunnan

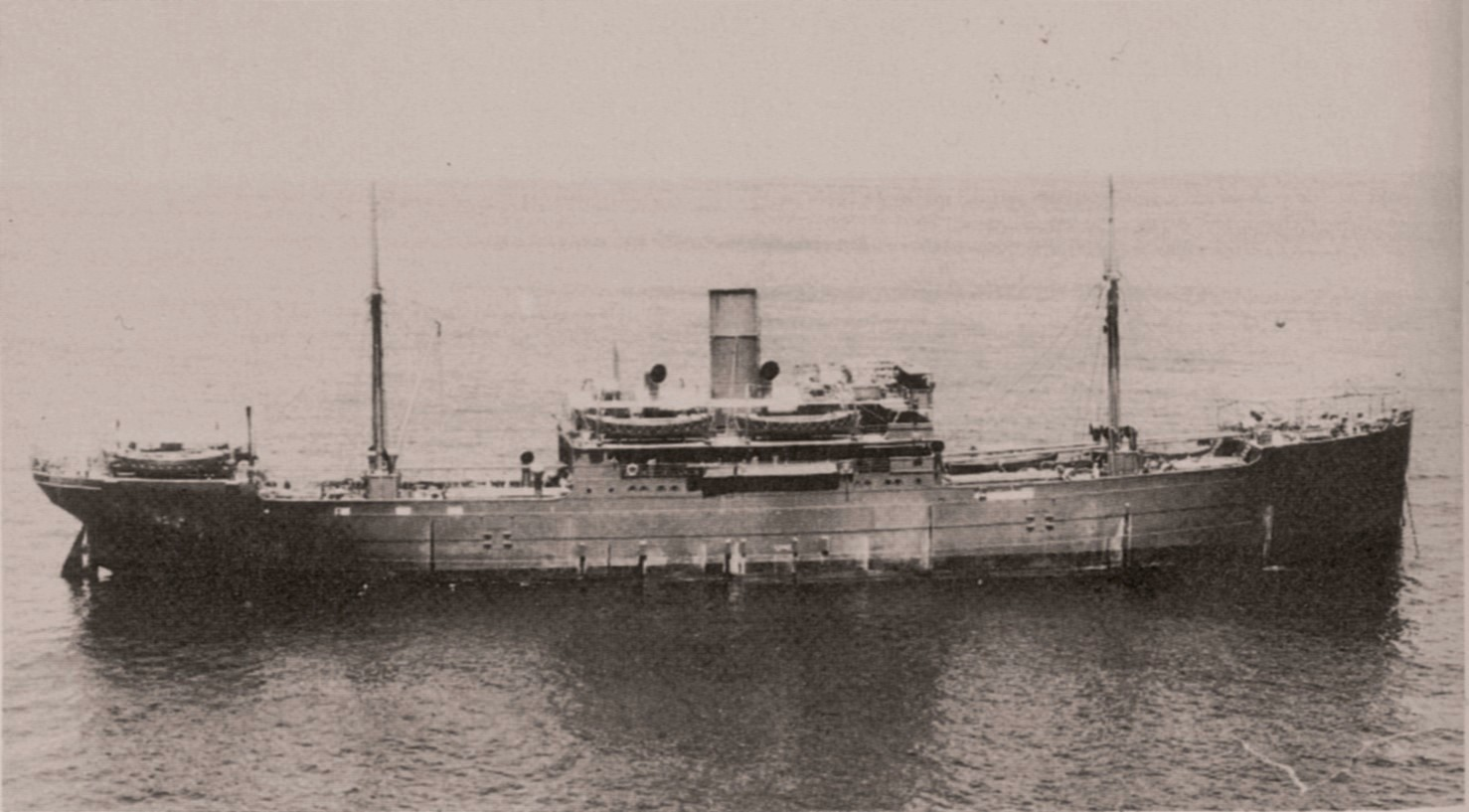
„Yunnan” w pobliżu Fremantle w 1942

HMAS Yunnan – australijski okręt amunicyjny z okresu II wojny światowej służący w Royal Australian Navy (RAN) w latach 1944-46.

## Historia
Pasażersko-towarowy statek motorowy MV „Yunnan” był wybudowany w stoczni Scott Shipbuilding & Engineering Company w Greenock dla linii żeglugowych China Navigation Company z Melbourne. Statek mierzył 299 stóp i 10 cali (91,39 m) długości, 22 stopy i 2 cale (13,46 m) szerokości, jego zanurzenie wynosiło 21 stóp i 9 cali (6,60 m). Pojemność brutto statku wynosiła 2812 ton. Silnik o mocy 1250 KM z dwoma śrubami dawał mu maksymalną prędkość 11 węzłów. Prędkość ekonomiczna wynosiła sześć węzłów, przy tej prędkości statek mógł pływać do 44 dni bez uzupełniania paliwa.
„Yunnan” przybył do Fremantle 23 grudnia 1941 gdzie został przejęty przez RAN ale nie wszedł do służby oficjalnie jako okręt RAN-u.  1 lutego 1942 statek udał się do Melbourne, gdzie został uzbrojony i przystosowany do przewożenia amunicji. Przebudowa statku została zakończona 27 kwietnia, dzień później statek udał się do Sydney, gdzie został załadowany amunicją i udał się na Filipiny gdzie przybył 2 września, następnie płynąć na Leyte (6 października). Po powrocie do Australii „Yunnan” służył głównie w pobliżu północnego Queenslandu i Nowej Gwinei.  „Yunnan” wszedł do służby RAN-u jako okręt 20 września 1944 i już jako HMAS „Yunnan” (FL151) służył do końca wojny. W listopadzie 1945 okręt powrócił do Sydney gdzie został wycofany do rezerwy 31 stycznia 1946.
W czasie II wojny światowej „Yunnan” początkowo był uzbrojony w pojedyncze działko Oerlikon 20 mm i dwa pojedyncze karabiny maszynowe Vickers (7,7 mm). W późniejszym czasie został przezbrojony w pojedynczą armatę przeciwlotniczą 4-calowa (102 mm), pojedyncze działko Bofors 40 mm i dwa działka Oerlikon 20 mm.
Według niektórych źródeł okręt został zwrócony poprzedniemu właścicielowi 9 maja 1946, inne wspominają, że przez wcześniej został przekazany do dyspozycji brytyjskiego ministerstwa wojny.  Po wojnie „Yunnan” wielokrotnie zmieniał właściciela i nazwę. We wrześniu 1959 został sprzedany liniom Thai Navigation Company z Hongkongu i nazwany „Hock Ann”, w maju 1963 został sprzedany do Singapuru gdzie jego nazwa została zmieniona na „Kim Hock”. Rok później w maju został ponownie przemianowany, tym razem na „Kario”. W latach 1964–1971 siedmiokrotnie zmieniał właścicieli i pięciokrotnie nazwę (po kolei - „Bakna”, „Murcia”, „King Eagle”, „Kim Hock”, „Kim Hai”). Statek został złomowany w 1971 w Hongkongu.